# ماندرا، کنیا
ماندرا (به انگلیسی: Mandera) شهری در استان شمال شرقی واقع در کشور کنیا است که در سال ۱۹۹۹ میلادی ۳۰٫۴۳۳ نفر جمعیت داشته و جمعیت آن در سال ۲۰۰۵ میلادی به ۳۸٫۱۴۰ نفر رسیده است.